# كلوستريديوم مستهلك للببتيد
كلوستريديوم ببتيديفورانس أو كلوستريديوم مستهلك للببتيد  هو نوع من البكتيريا من فصيلة كلوستريدياسيا.